# Mistrzostwa Europy w Podnoszeniu Ciężarów 1966
Mistrzostwa Europy w Podnoszeniu Ciężarów 1966 – 46. edycja mistrzostw Europy w podnoszeniu ciężarów, która odbyła się między 15 a 21 października 1966 r. w stolicy byłej NRD – Berlinie (wschodnim). Startowali tylko mężczyźni w siedmiu kategoriach wagowych.

## Medaliści
| Kategoria: | Złoto:             | Wynik    | Srebro:              | Wynik    | Brąz:                | Wynik    |
| 56 kg      | Aleksiej Wachonin  | 362,5 kg | Imre Földi           | 360 kg   | Róbert Nagy          | 330 kg   |
| 60 kg      | Mieczysław Nowak   | 382,5 kg | Rudolf Kozłowski     | 357,5 kg | Sebastiano Mannironi | 355 kg   |
| 67,5 kg    | Jewgienij Kacura   | 437,5 kg | Marian Zieliński     | 410 kg   | János Bagócs         | 402,5 kg |
| 75 kg      | Wiktor Kuriencow   | 450 kg   | Waldemar Baszanowski | 447,5 kg | Werner Dittrich      | 442,5 kg |
| 82,5 kg    | Wołodymyr Bielajew | 485 kg   | Győző Veres          | 485 kg   | Hans Zdražila        | 465 kg   |
| 90 kg      | Géza Tóth          | 487,5 kg | Ireneusz Paliński    | 477,5 kg | Marek Gołąb          | 475 kg   |
| + 90 kg    | Łeonid Żabotynśkyj | 567,5 kg | Stanisław Batiszew   | 530 kg   | Manfred Rieger       | 492,5 kg |

## Klasyfikacja medalowa
| Miejsce | Reprezentacja  | Złoto | Srebro | Brąz | Razem |
| 1.      | ZSRR           | 5     | 1      | 0    | 6     |
| 2.      | Polska         | 1     | 4      | 1    | 6     |
| 3.      | Węgry          | 1     | 2      | 2    | 5     |
| 4.      | NRD            | 0     | 0      | 2    | 2     |
| 5.      | Czechosłowacja | 0     | 0      | 1    | 1     |
| 5.      | Włochy         | 0     | 0      | 1    | 1     |